# Nephelistis vellerea
Nephelistis vellerea är en fjärilsart som beskrevs av Druce. Nephelistis vellerea ingår i släktet Nephelistis och familjen nattflyn. Inga underarter finns listade i Catalogue of Life.